# آرتور لئونارد
آرتور لئونارد (انگلیسی: Arthur Leonard؛ 1879 – ۱۹۵۰ (۷۰−۷۱ سال)) بازیکن فوتبال اهل پادشاهی متحد بریتانیای کبیر و ایرلند بود.
از باشگاه‌هایی که در آن بازی کرده‌است می‌توان به باشگاه فوتبال استوک سیتی، باشگاه فوتبال گلنتوران، باشگاه فوتبال لستر سیتی، باشگاه فوتبال ردینگ، باشگاه فوتبال بیرمنگام سیتی، باشگاه فوتبال پلیموث آرگیل، و باشگاه فوتبال لیتون اورینت اشاره کرد.